# Дехи-Махсум
Дехи-Махсум (Дия-Махсум; тадж. Деҳи Махсум) — деха́ (сельский населённый пункт) в Раштском районе РРП Таджикистана. Входит в состав сельской общины (джамоата дехота) Хиджборак. Расстояние от села до центра района (пгт Гарм) — 31 км, до центра джамоата (село Хиджборак) — 11 км. Население — 43 человек (2017 г.), таджики. Население в основном занято сельским хозяйством (животноводство и растениводство). Земли орошаются главным образом водами горных источников.